# Bauhinia hendersonii
Bauhinia hendersonii är en ärtväxtart som först beskrevs av De Wit, och fick sitt nu gällande namn av Cusset. Bauhinia hendersonii ingår i släktet Bauhinia och familjen ärtväxter. Inga underarter finns listade i Catalogue of Life.